# Tortoise (Panzer)

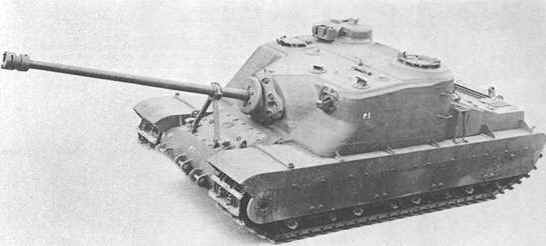
Schwerer Sturmpanzer/Jagdpanzer A39 Tortoise (Werksfoto 1945)

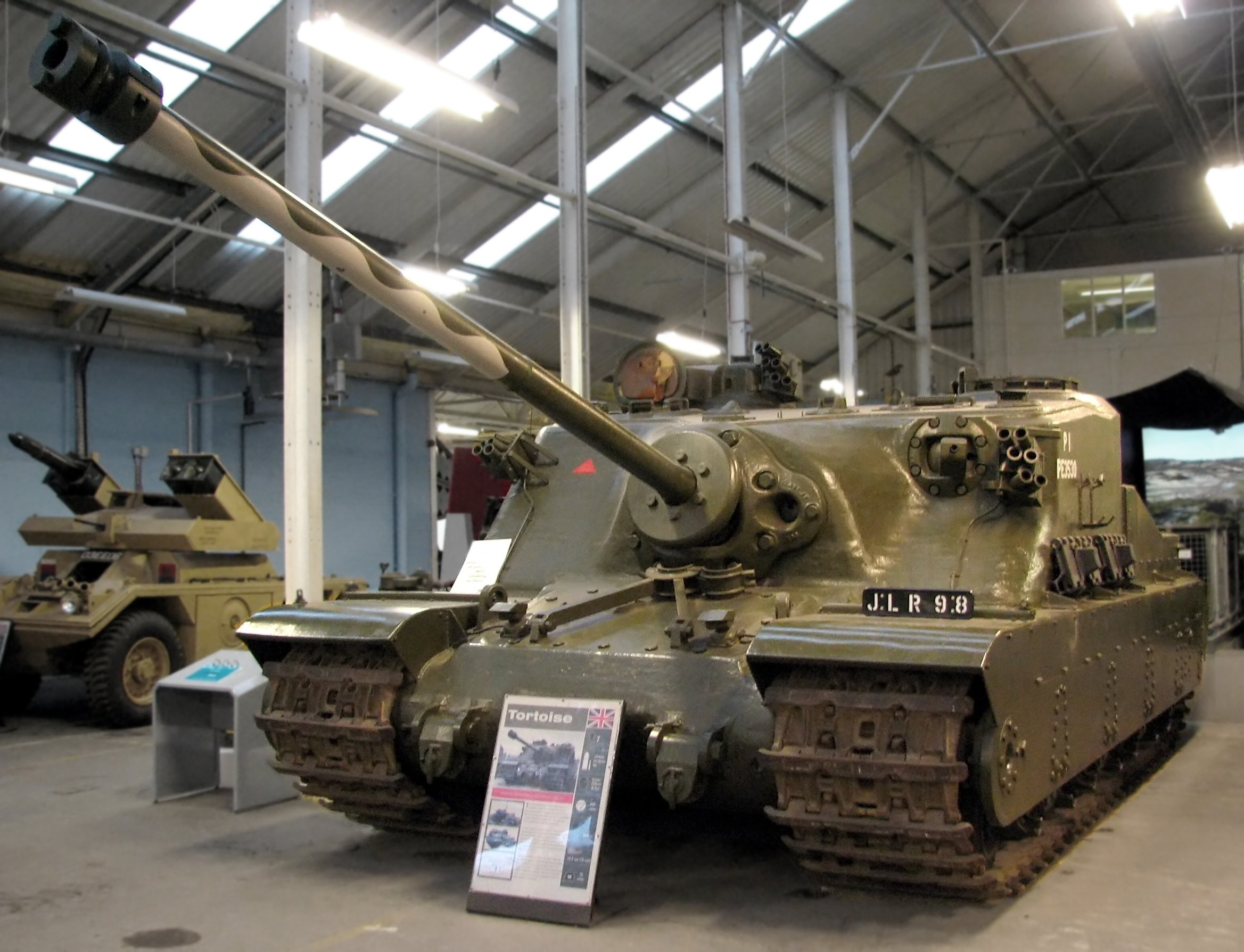
Erhaltene A39 Tortoise im Panzermuseum Bovington

Der A39 Heavy Assault Tank "Tortoise" (deutsch: Schildkröte) war ein während des Zweiten Weltkrieges in Großbritannien konzeptionierter und erst nach Kriegsende fertiggestellter Sturm-/Jagdpanzer. Neben dem Heavy Tank TOG war dieser das mit Abstand größte und schwerste Panzerfahrzeug, das jemals in Großbritannien gebaut wurde.

## Hintergrund
Im Jahr 1942 kam im britischen Ministerium für Rüstungsgüter (Minister of Supply) und beim Secretary of State for War der Gedanke auf ein überschweres Gefechtsfahrzeug zu entwickeln, welches gegen den Beschuss der damals bekannten deutschen Panzerabwehr- und Panzermunition immun wäre und über eine überschwere Kanone verfügte. Ein Beamter namens Duncan Sandys brachte dieses Projekt ein.
Die britische Armee hatte mit dem TOG-Projekt bereits Erfahrungen mit der Entwicklung eines überschweren Panzers gemacht. Dieses Projekt wurde von 1939 bis 1941 durchgeführt und letztlich 1944 endgültig eingestellt.
Zwei Überlegungen veranlassten Großbritannien im Jahre 1943 dazu, die Konstruktion eines schweren Panzers in Angriff zu nehmen. Einerseits sollte der neue Panzer wegen der bereits in Planung befindlichen Landung der alliierten Streitkräfte in der Normandie die erwarteten starken deutschen Verteidigungsstellungen wirksam angreifen und andererseits die bisher weit überlegenen schweren deutschen Panzer bezwingen können. Dies setzte freilich eine schwere großkalibrige Kanone voraus, die Sprenggranaten wie Panzergranaten von entsprechender Größe und Gewicht verschießen konnte. Eine weitere unabdingbare Voraussetzung war eine sehr starke Panzerung, um hartnäckigen Widerstand von Infanterie mit Panzerabwehrkanonen und schweren Panzern überwinden zu können.

## Entwicklung
Der Entwicklungsauftrag für den Heavy Assault Tank A39 Tortoise ging an Nuffields Mechanisations & Aero.
Die Konzeption des Fahrzeugs ging bis auf das gemeinsam mit Renault angedachte A20 Projekt zurück und begann mit Entwürfen in der 32-Tonnen-Klasse. Es war das Ziel einen schweren Durchbruchspanzer mit beschusssicherer Panzerung und schwerer Bewaffnung zu schaffen. Der neue Panzer sollte es ermöglichen, starke gegnerische Frontlinien und befestigte Abschnitte zu durchbrechen. Doch auch der Kampf gegen gegnerische Panzer sollte möglich sein. Er sollte also als eine besondere Kombination aus einem Jagdpanzer und Sturmpanzer eingesetzt werden, wobei Panzerung und Feuerkraft gegenüber der Mobilität eindeutig der Vorzug eingeräumt wurde.
Hierfür wurde eine neue wesentlich stärker gepanzerte Version des Valentine mit dem Namen Valiant in Betracht gezogen und dann auch in zwei Prototypen gebaut. Der Valiant war technisch gesehen der erste „echte“ britische Kampfpanzer. Allerdings zeigte sich bald, dass dieses Fahrzeug die Erwartungen nicht so recht erfüllen konnte. Bewaffnung und Panzerung erschienen nicht ausreichend; es kam nicht zu der geplanten Serienproduktion. Auch wurde an einer ebenfalls in Bewaffnung und Panzerung verstärkten Version des A22 Churchill gearbeitet, dieses Projekt wurde jedoch wegen mangelnder Eignung des Basisfahrzeugs für den angestrebten Zweck schnell wieder verworfen.
So wurden zwischen Mai 1943 und Februar 1944 letztlich insgesamt 18 Entwürfe der Firma Nuffield geprüft, wobei sich immer deutlicher abzeichnete, dass die beiden sich eigentlich völlig widersprechenden Ziele nur mit einem sehr großen und schweren Panzerfahrzeug erreichen ließen. Zudem sollte der neue Panzer möglichst auch gegen die Explosion von Minen Sicherheit bieten. Nach weiteren kleineren Änderungen und Anpassungen wurde Entwurf Nummer 16 am 9. Februar 1944 vom War Office angenommen und damit offiziell als Heavy Assault Tank A39 Tortoise bezeichnet (deutsch: Schwerer Sturmpanzer A39 Schildkröte). Man dachte daran das Fahrzeug gemeinsam mit den anderen Spezialpanzern der 79th Armoured Division, als eines von "Hobart's Funnies" zum Einsatz zu bringen. Es wurden 25 Fahrzeuge bestellt.
Eine Besonderheit ist dabei, dass der Tortoise der erste britische Panzer ohne einen Drehturm war. Diese turmlose Auslegung wurde gewählt, um eine möglichst große Kanone mit einer möglichst starken Panzerung zu verbinden, ohne das Fahrzeug endgültig zu schwer und zu kompliziert werden zu lassen. Auch sollte die Höhe des Fahrzeugs in Grenzen gehalten werden, was offensichtlich darauf schließen lässt, dass der Tortoise nicht ohne einen Seitenblick auf die deutschen Sturmgeschütze konstruiert wurde.
Im Sommer 1944 nach der nunmehr erfolgreichen Landung der Alliierten in der Normandie wurde in der Bedarfsanalyse die Feststellung gemacht, dass der A39 Tortoise, die Hauptaufgabe haben würde die schweren deutschen Panzer (Tiger, Panther und Königstiger) und Jagdpanzer (Jagdpanther u. a.) im Kampf zu bezwingen. Er würde somit eher ein schwerer Jagdpanzer, wenngleich er die Fähigkeit behielt, wirksame Sprenggranaten zu verschießen, falls der entsprechende Einsatz oder die Situation im Kampf es erforderte.

## Erprobung der Prototypen
Der Tortoise hat zwar niemals auch nur eine einzige Schlacht gesehen, dennoch wurde noch im Sommer 1945 das erste Exemplar nach Deutschland verschifft, wo sogleich die Erprobungen begannen. Bei den Probefahrten auf der Straße und im Gelände erwies sich der schwere Panzer trotz anfänglicher Skepsis als mechanisch zuverlässig und bei den ballistischen Erprobungen als eine außerordentlich schlagkräftige wie auch sehr präzise Waffenplattform. Selbst die Fahreigenschaften überzeugten gegen alle Erwartungen; das aufwendige Laufwerk mit vier Rollenwagen pro Seite und zwei einzeln daran befestigten Rollenpaaren verhalf dem Panzer zu einem ausgezeichnet ruhigen Lauf. Die sehr breiten Ketten reduzierten den Bodendruck und verhinderten ein Einsinken auf weicherem Untergrund. Obendrein überstand das Laufwerk in der Tat die Explosion einiger Minen und der Panzer erschien mit vorgebautem Minenräumgerät ideal dafür geeignet, um Minenfelder zu räumen.
Allerdings hatte der Tortoise – bedingt durch die enorme Größe und das entsprechende Gewicht – auch seine Schattenseiten. Er verschlang Unmengen an Kraftstoff (Benzin), was seine Reichweite extrem einschränkte. Er ließ sich nur schwer transportieren und war seinerseits mit maximal nur 20 km/h auch äußerst langsam und unbeweglich. Dass er sich als mechanisch zuverlässig erwies, kann als ein Glücksfall gewertet werden, denn im Falle eines Defekts wäre das Abschleppen des etwa 80 t schweren Fahrzeugs vor allem unter Einsatzbedingungen praktisch unmöglich gewesen. Außerdem besaß das komplizierte Fahrwerk über 200 Schmierstellen, was für das Wartungspersonal, vor allem unter Feldbedingungen, einen Alptraum dargestellt haben dürfte.
Die weiteren fünf Fahrzeuge erhielt die britische Armee erst im Jahre 1947.
Dem Tortoise war nach seiner Erprobungsphase auf lange Sicht kein Erfolg beschieden. Die schweren Panzer wurden allgemein in ihren Abmessungen und Gewichten derart gewaltig, dass sie mehr logistische Probleme als realen taktischen Nutzen mit sich brachten. Die Grenze des Machbaren schien erreicht und die schweren und überschweren deutschen Panzer (Jagdtiger, Maus, E-100) wie auch die britischen TOG und eben auch der Tortoise erschienen nun ähnlich wie viele Jahrhunderte zuvor die Ritterburgen des Mittelalters langsam aber sicher überholt. Sämtliche Bestellungen für weitere Fahrzeuge wurden gestrichen, und die weiteren fünf Versuchsfahrzeuge wurden erst im Jahre 1947 an die britische Armee ausgeliefert. Die vorgesehene Serienproduktion fand nicht mehr statt; es blieb bei den sechs gebauten Tortoise.

## Museale Rezeption
Ein Tortoise ist bis heute erhalten geblieben. Er befindet sich im Tank Museum in Bovington, England.

## Nachbetrachtung
Als Hauptbewaffnung wurde eine neue schwere britische 32-Pfünder-Kanone vorgesehen, die sowohl schwere Panzer als auch Befestigungen vernichtend angreifen konnte (eine ähnlich ambivalente Auslegung der Kanone gab es beispielsweise beim sowjetischen Kampfpanzer IS-2). Die starke Nebenbewaffnung bestand aus drei Besa-Maschinengewehren. Eines befand sich im Aufbau links der Kanone, die anderen beiden in einem kleinen Drehturm hinter der rechten Luke, was ein ungewöhnliches Konstruktions-Merkmal darstellte. Diese Nebenbewaffnung ermöglichte es, angreifende Infanterie wirksam zu bekämpfen, was den Tortoise noch schwerer zu bekämpfen machte.
Die Panzerung war derart stark bemessen, dass der Tortoise gegenüber allen bekannten deutschen Kanonen (sowohl KwK als auch PaK) unverwundbar sein sollte; selbst die Seitenpanzerung war fast doppelt so stark wie bei vergleichbaren deutschen Panzerfahrzeugen. Die Bezeichnung „Schildkröte“ war angesichts dieser Tatsachen sicherlich keineswegs verfehlt. Dabei wurde die mangelnde Beweglichkeit des Fahrzeugs in Kauf genommen, da Feuerkraft und Panzerung der absolute Vorrang eingeräumt wurde. Am Bug befanden sich drei Befestigungspunkte, an denen weitere Zusatzpanzerungen oder auch Minenräumgerät angebracht werden konnten.
Das Erscheinen des schweren deutschen Jagdpanzers Jagdtiger gegen Ende 1944 bis Anfang 1945 beschleunigte die Arbeiten am Tortoise, denn er sollte nunmehr das britische Gegenstück zum Jagdtiger werden. Allen Anstrengungen zum Trotz wurde das gewaltige Fahrzeug jedoch nicht mehr vor dem Ende des Krieges in Europa fertig; der Jagdtiger blieb damit das einzige Gefährt derartiger Ausmaße auf dem Schlachtfeld.
Angesichts der logistischen Probleme, die ein Fahrzeug mit einer derart geringen Reichweite und ohne die Möglichkeit des Transports auf der Eisenbahn mit sich brachte, zeigte sich, dass die Gewichtsgrenze und Abmessungen für ein einsetzbares Kampffahrzeug endgültig überschritten worden war.

## Technische Daten
- Bezeichnung: Heavy Assault Tank A39 Tortoise
- Klassifizierung: schwerer Sturmpanzer/Jagdpanzer
- Gewichte
  - Gefechtsgewicht: 79.252 kg
  - Bodendruck: 0,94 kg/cm²
- Abmessungen
  - Länge über alles mit Rohr nach vorne: 10,10 m
  - Länge der Wanne: 7,24
  - Breite über alles: 3,91 m
  - Höhe: 3,05 m
  - Bodenfreiheit: 45,0 cm
  - Rohrüberstand: 2,86 m
  - Feuerhöhe: ?
- Antrieb
  - Motor
    - Typ: Rolls-Royce Meteor V
    - Bauart: 12-Zylinder-Viertakt-Ottomotor (60°-V-Form), wassergekühlt
    - Hubraum: 27.037 cm³ (27 l)
    - Leistung: 600 PS (440 kW)
    - Nenndrehzahl: 2250/min
    - Einbaulage: im Heck

  - Getriebe
    - Typ: Merritt-Brown
    - Bauart: mechanisches Sechsgang-Wechselgetriebe
    - Anzahl Vorwärtsgänge: 6
    - Anzahl Rückwärtsgänge: 2
    - Antriebsart: Antrieb auf je ein vorderes Treibrad pro Seite
    - Einbaulage: im Bug
- Lenkung
  - Zweiradien-Lenkgetriebe, Bedienung durch zwei Lenkhebel
  - Einbaulage: Im Bug
  - Wendekreis: ?
- Fahrwerk
  - Bauart: Gleisketten-Laufwerk, vier Rollenwagen pro Seite mit jeweils acht Stahl-Laufrollen,
  - Federung: Drehstabfederung mit längsliegenden Drehstäben
  - Kettenbreite: 36" (91,4 cm)
  - Spurweite: ?
  - Kettenart: Scharnierkette
  - Kettenteilung: ?
  - Kettenauflagefläche: 4,60 m
- Fahrleistungen
  - Höchstgeschwindigkeit Straße: ca. 20 km/h
  - Höchstgeschwindigkeit Gelände: ca. 10 km/h
  - Leistungsgewicht: 7,57 PS/t
  - Steigfähigkeit: 30 %
  - Neigungswinkel maximal: 30°
  - Kletterfähigkeit: 90 cm
  - Watfähigkeit: ?
  - Grabenüberschreitfähigkeit: 250 cm
  - Fahrbereich Straße: ca. 70–140 km
  - Fahrbereich Gelände: ca. 40–80 km
  - Kraftstoffverbrauch Straße: ?
  - Kraftstoffverbrauch Gelände: ?
  - Kraftstoffvorrat: ?
- Bewaffnung
  - Hauptgeschütz: 1 × 95-mm-Kanone L/65 32pdr QF
    - Mündungsgeschwindigkeit: 920 m/s
    - Rohrgewicht mit Verschluss und Mündungsbremse: ?
    - Rohrlänge mit Mündungsbremse: ?
    - Höhenrichtfeld: ?
    - Seitenrichtfeld: 20° links / 20° rechts

  - Nebenbewaffnung
    - 1 × 7,92-mm-Besa-MG im Aufbau links neben der Kanone
    - 2 × 7,92-mm-Besa-MG in einem Drehturm hinter der rechten Luke
    - Bei Bedarf zusätzlich 1 × 7,92-mm-Besa-Fla-MG auf dem Dach

  - Zielmittel

  - Munition
    - 60 Schuss (40 Panzergranaten + 20 Sprenggranaten, auch andere Ausstattungen möglich)
    - 4800 Schuss für 7,92-mm-Besa-MG
- Panzerung
  - Bug 228 mm / rund
  - Fahrerfront 279 mm / 75°
  - Aufbau vorm 279 mm / 75°
  - Seite oben 152–178 mm / 85°
  - Seite unten 112 mm / 90°
  - Seitenschürzen 101 mm / 90°
  - Heck 101 mm / 42°
  - Decke 33–50 mm / 0°
  - Boden 35 mm / 0°
- Besatzung: 7 Mann (1 Kommandant, 1 Richtschütze, 2 Ladeschützen, 1 MG-Schütze, 1 Funker/MG-Schütze, 1 Fahrer)
- Hersteller: Nuffield Mechanisations & Aero Ltd.
- Bauzeitraum: 1944–1947
- Stückzahl: 6